# Père Lachaise metróállomás
A Père Lachaise egy metróállomás Franciaországban, Párizsban a párizsi metró 2-es és 3-as metróvonalán. Tulajdonosa és üzemeltetője a RATP.

## Metróvonalak
Az állomást az alábbi metróvonalak érintik:
- 2-es metróvonal
- 3-as metróvonal

## Kapcsolódó állomások
A metróállomáshoz az alábbi állomások vannak a legközelebb:
- Ménilmontant (Porte Dauphine, 2-es metróvonal)
- Philippe Auguste (Nation, 2-es metróvonal)
- Rue Saint-Maur (Pont de Levallois - Bécon, 3-as metróvonal)
- Gambetta (Gallieni, 3-as metróvonal)